# Пожароопасная (взрывоопасная) зона

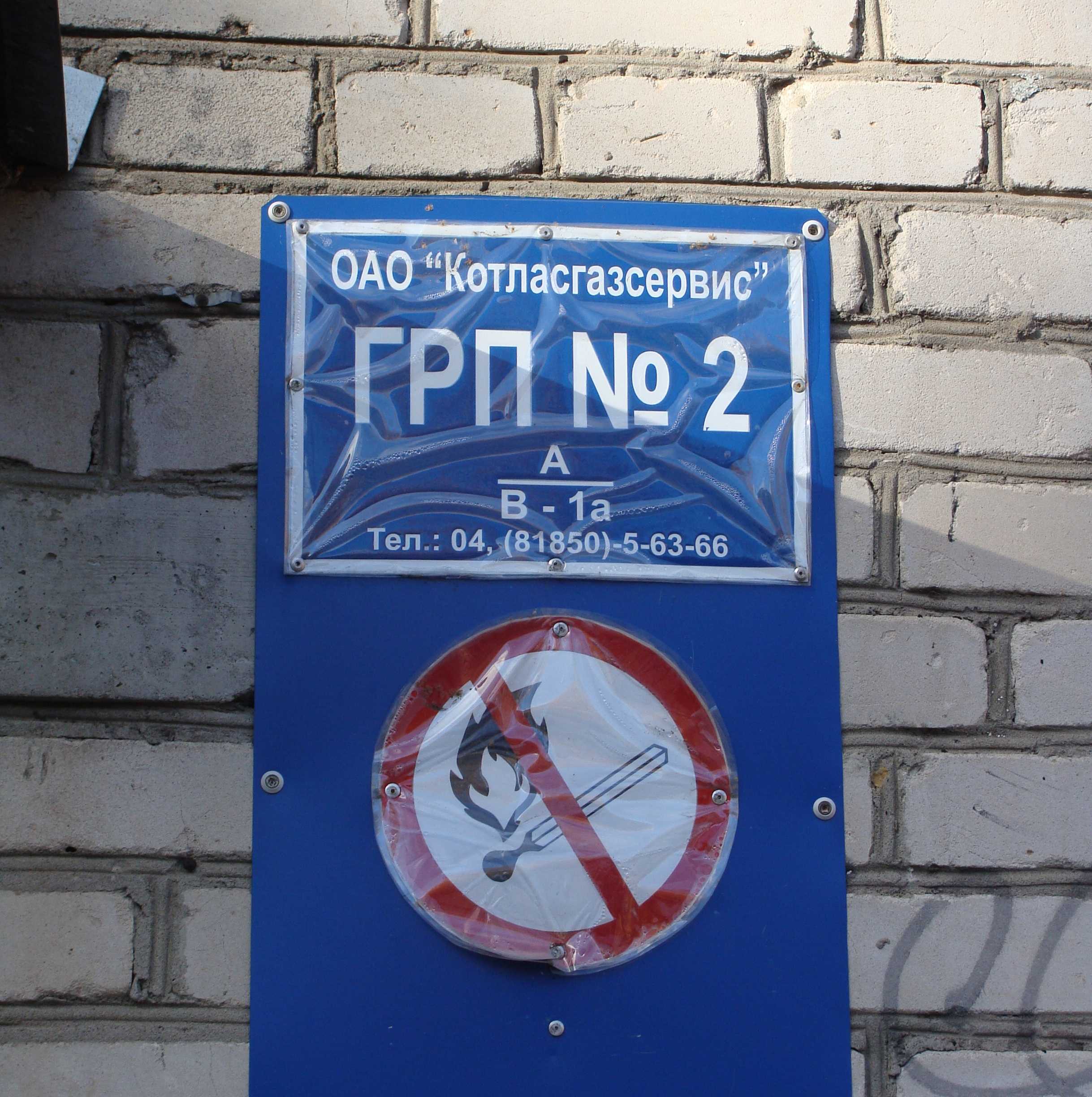
Газораспределительная подстанция. Категория помещения и класс зоны

Пожароопасная (взрывоопасная) зона — часть замкнутого или открытого пространства, в пределах которого постоянно или периодически обращаются горючие вещества и в котором они могут находиться при нормальном режиме технологического процесса или его нарушении (аварии):Ст. 2
Классификация пожароопасных и взрывоопасных зон применяется для выбора электротехнического и другого оборудования по степени их защиты, обеспечивающей их пожаровзрывобезопасную эксплуатацию в указанной зоне.:Ст. 17

## Пожароопасные
В действующей версии ПУЭ приводится определение: пожароопасной зоной называется пространство внутри и вне помещений, в пределах которого постоянно или периодически обращаются горючие (сгораемые) вещества и в котором они могут находиться при нормальном технологическом процессе или при его нарушениях.:п. 7.4.2

## Взрывоопасные
В действующей версии ПУЭ приводится определение: взрывоопасная зона — помещение или ограниченное пространство в помещении или наружной установке, в котором имеются или могут образоваться взрывоопасные смеси.:п. 7.3.22 В этой же главе ПУЭ приводится определение помещения — пространство, огражденное со всех сторон стенами (в том числе с окнами и дверями), с покрытием (перекрытием) и полом. Уточняется, что пространство под навесом и пространство, ограниченное сетчатыми или решетчатыми ограждающими конструкциями, не являются помещением.:п. 7.3.20 Объёмы взрывоопасных газо- и паровоздушной смесей, а также время образования паровоздушной смеси в ПУЭ предлагается определять в соответствии с «Указаниями по определению категории производств по взрывной, взрывопожарной и пожарной опасности».:п. 7.3.39 Название документа совпадает с СН 463-74, в настоящее время отмененным. Номер документа в ПУЭ не приводится. Данный документ был заменен ОНТП 24-86, затем НПБ 105. В настоящее время введен СП 12.13130.2009.
В техническом регламенте Таможенного союза, устанавливающем требования к оборудованию для работы во взрывоопасных средах, приводится определение: взрывоопасная зона — часть замкнутого или открытого пространства, в которой присутствует или может образоваться взрывоопасная среда в объёме, требующем специальных мер защиты при конструировании, изготовлении, монтаже и эксплуатации оборудования.:Ст. 1

### Классификация
В 50-е годы советская классификация делила помещения на два класса:
- взрывоопасные смеси могут образовываться в нормальном режиме эксплуатации (категории В-I и В-II);
- помещения, где взрывоопасные смеси могут образовываться лишь в результате аварий (категории В-Ia и В-IIа).

Предполагалось, что в помещениях категорий В-I и В-II взрыв может произойти в результате наложения электрической аварии на нормальный технологический режим работы (наличие взрывоопасных газов в нормальных эксплуатационных условиях). В помещениях категорий В-Ia и В-IIа взрыв может произойти лишь в результате наложения аварии электрической на технологическую аварию (аварийный выход опасных по взрыву газов из замкнутых систем), степень вероятности взрыва неизмеримо меньше и поэтому требования к электрооборудованию могут быть менее жестки.
В настоящее время в зависимости от частоты и длительности присутствия взрывоопасной газовой или пылевой среды взрывоопасные зоны подразделяются на следующие классы:
- для взрывоопасных газовых сред — классы 0, 1 и 2;
- для взрывоопасных пылевых сред — классы 20, 21 и 22.[3]:Прил. 1

#### Отсутствие классификации
Физические процессы, происходящие при взрывах газа в жилье и при взрывах газовых смесей на производстве, одинаковы. Однако, особенностью жилых помещений является периодическое наличие источников зажигания (спичка, розетка, выключатель). Поэтому профилактика взрывов в жилье связана в первую очередь с обеспечением исправности газового оборудования.